# Brondello
Brondello är en ort och kommun i provinsen Cuneo i regionen Piemonte i Italien. Kommunen hade 282 invånare (2018).